# Ella van Poucke

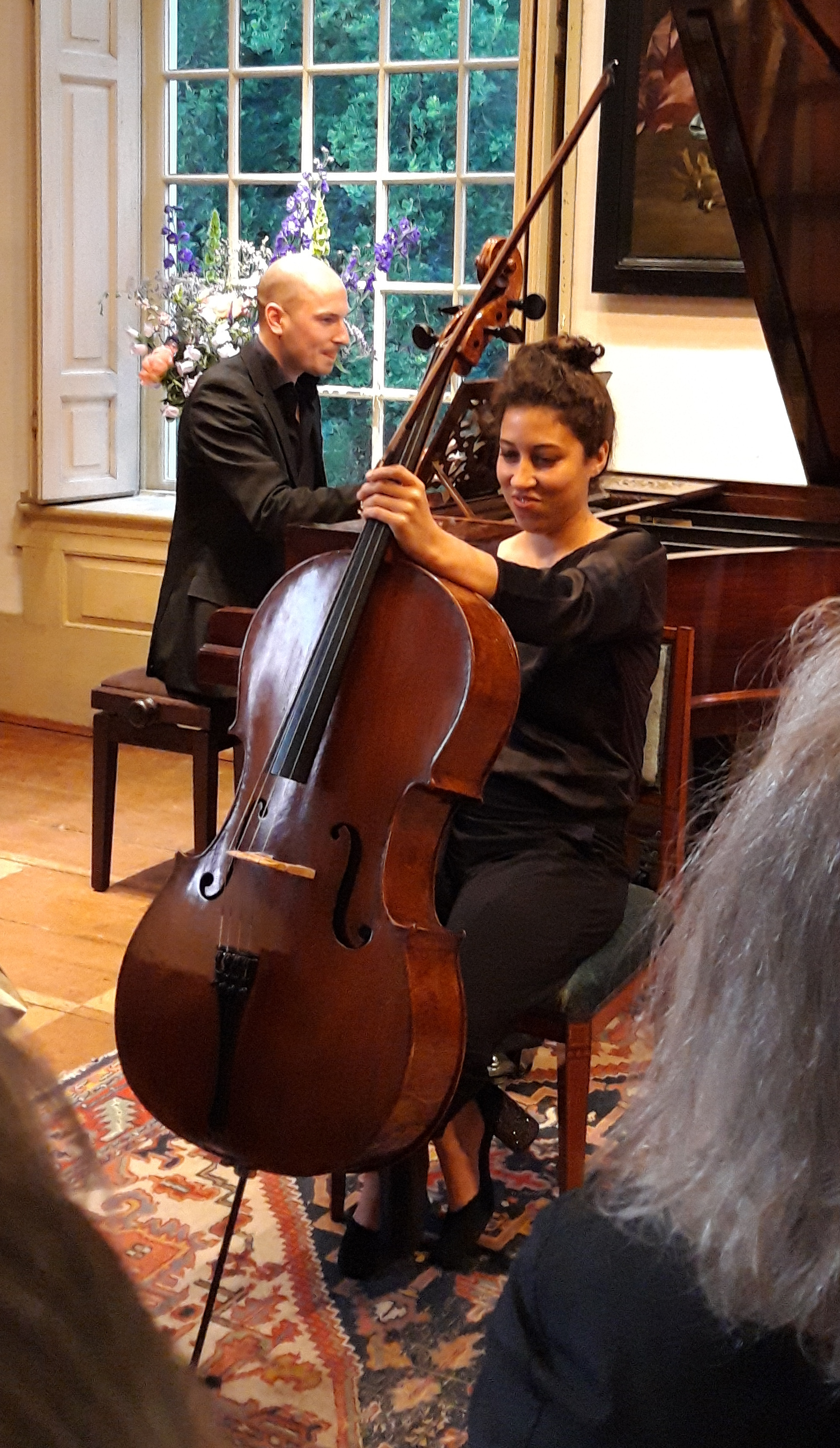
Ella van Poucke in Huis te Linschoten met Caspar Vos op haar S.P. Bernadel cello

Ella van Poucke (Amsterdam, 28 april 1994) is een Nederlandse celliste.

## Biografie
Van Poucke werd geboren in een gezin van musici; haar moeder speelde altviool, haar vader trompet en haar broer Nicolas piano. Andere broer Timothy van Poucke werd na een muziekstudie uiteindelijk danser. Op zesjarige leeftijd begon ze met cello spelen. Ze kreeg les op de muziekschool in Woerden. Daarna had ze les bij Rosalie Seinstra, celliste van het Jenufa strijkkwartet, op het Hellendaal vioolinsituut in Rotterdam. Op haar tiende begon ze aan haar studie cello op het Koninklijk Conservatorium (Den Haag) vervolgde haar studie later aan het Conservatorium van Amsterdam bij Godfried Hoogeveen.
De celliste debuteerde in Het Concertgebouw toen ze tien was in Vivaldi’s Dubbelconcert in een uitvoering met Colin Carr.
Van 2010 tot 2016 studeerde Van Poucke aan de Kronberg Academy in Duitsland, waar ze les kreeg van Frans Helmerson. Haar studies werden gefinancierd met behulp van het Von Opel/Schaefer Stipendium.
In 2019 is zij lid van de Amsterdam Chamber Music Society en is de artistiek leider van het Chamber Music Festival Amsterdam, dat door haar en haar broer, de pianist Nicolas van Poucke in 2010 werd opgericht. In november 2012 gaf ze tijdens de Cello Biënnale Amsterdam een première van het celloconcert dat voor haar werd geschreven door de Finse componist Uljas Pulkkis In 2013 en 2014 werd zij uitgenodigd om in het Concertgebouw Amsterdam Carte Blanche-concerten te geven.
Sinds september 2016 is Van Poucke artiest in residentie aan de Muziekkapel Koningin Elisabeth, onder de leiding van Gary Hoffman. Zij verzorgt regelmatig recitals met de pianist Jean-Claude Vanden Eynden en met haar broer de pianist Nicolas van Poucke. Ze is te gast geweest op tal van internationale festivals.
In 2015 speelde zij op een instrument van Nicolas François Vuillaume uit 1860. In 2019 speelt ze op een S.P. Bernardel-cello (1865) uit Parijs, die haar door het Nederlandse Nationaal Muziekinstrumenten Fonds ter beschikking werd gesteld. Ook bespeelt ze een Rombouts cello.

## Prijzen en onderscheidingen
- Prinses Christina Concours (2008) Eerste prijs.
- Dutch Musician of the Year (2012)
- Prix Académie Maurice Ravel (2012)
- Prix Nicolas Firmenich (2013)
- Elisabeth Everts Award (2014)
- Grand Prix Emanuel Feuermann (2014) Speciale prijs
- Leopoldinum Award (2015)
- International Isang Yun cello competition (2015) Eerste prijs.[7]
- Premio Chigiana (2017)
- winnaar Grachtenfestival (2017)